# Scinax rogerioi
Scinax rogerioi é uma espécie de anfíbio da família Hylidae. Endêmica do Brasil, pode ser encontrada na Chapada dos Veadeiros no estado de Goiás e na Serra do Espinhaço no estado de Minas Gerais.